# Günter Clemens
Günter Clemens (Augusta, 6 maggio 1941 – 13 dicembre 2016) è stato un attore tedesco.

## Biografia
Günter Clemens visse a Monaco di Baviera e lavorò al Münchner Volkstheater, al Bayerisches Staatsschauspiel e al Residenztheater. 
Fu noto per il ruolo di Martin von Beyenbach nella serie Verbotene Liebe. Come attore lavorò in oltre 110 produzioni dal 1962 al 2016. 
Fu anche doppiatore per cinema e televisione.
Ebbe un figlio, l'attore Oliver Clemens.

## Filmografia (parziale)
- 1964: Kommissar Freytag – Achtung – Reifenstecher
- 1965: Alarm in den Bergen
- 1968: Die fünfte Kolonne
- 1968–2016: Aktenzeichen XY … ungelöst (32 ep.)
- 1969: Die Verschwörung
- 1969: Le pornocoppie (Ehepaar sucht gleichgesinntes)
- 1970: Hexen bis aufs Blut gequält
- 1971: Kirsch und Kern
- 1971: Der neue Schulmädchen-Report. 2. Teil: Was Eltern den Schlaf raubt
- 1972: Lehrmädchen-Report
- 1972: Der Schrei der schwarzen Wölfe
- 1973: Steig ein und stirb
- 1973: Der Bastian
- 1973–1975: Der Kommissar (2 ep.)
- 1974: Graf Yoster gibt sich die Ehre (1 ep.)
- 1974: Magdalena – vom Teufel besessen
- 1975: Tatort: Das zweite Geständnis
- 1975: Champagner aus dem Knobelbecher
- 1976: Anita Drögemöller und die Ruhe an der Ruhr
- 1976: Notarztwagen 7 (1 ep.)
- 1977: Vanessa
- 1977–1996: Der Alte (18 ep.)
- 1978: Geschichte einer Liebe
- 1978: Zwischengleis
- 1979: Steiner – Das Eiserne Kreuz
- 1979: Ekstase – Der Prozeß gegen die Satansmädchen
- 1979: Tatort: Die Kugel im Leib
- 1981: Tatort: Usambaraveilchen
- 1981: Polizeiinspektion 1 (2 ep.)
- 1982: Five Days One Summer
- 1984–1996: L'ispettore Derrick (15 ep.)
- 1985: Verkehrsgericht (1 ep.)
- 1986: Die Schwarzwaldklinik (1 ep.)
- 1987: Hatschipuh
- 1987: Tatort: Wunschlos tot
- 1988: Tatort: Programmiert auf Mord
- 1988: Nordlichter
- 1989: Zwei Frauen
- 1989–2010: Forsthaus Falkenau (7 ep.)
- 1990: Zwei Münchner in Hamburg (2 ep.)
- 1991: Wer Knecht ist, soll Knecht bleiben
- 1992: Tod der Engel
- 1993: Weißblaue Geschichten (3 ep.)
- 1994: Lutz und Hardy (3 ep.)
- 1995–2001: Alle meine Töchter (12 ep.)
- 1995: Ein Bayer auf Rügen (1 ep.)
- 1996: Aus heiterem Himmel (1 ep.)
- 1996: Anwalt Abel (2 ep.)
- 1996: Klinik unter Palmen (3 ep.)
- 1996: Mit einem Bein im Grab
- 1996: Wildbach (1 ep.)
- 1997: Der Bulle von Tölz (1 ep.)
- 1997: Große Freiheit
- 1998: Dr. Stefan Frank – Der Arzt, dem die Frauen vertrauen (1 ep.)
- 1999: Guardia costiera (Küstenwache) (2 ep.)
- 2000: SOKO München (1 ep.)
- 2000: Rosamunde Pilcher: Im Licht des Feuers
- 2000–2001: Verbotene Liebe
- 2001: Sieben Tage im Paradies
- 2003: Er oder Keiner
- 2003: Eiskalte Freunde
- 2003: Mit einem Rutsch ins Glück
- 2003: Um Himmels Willen (1 ep.)
- 2003–2007: In aller Freundschaft (2 ep.)
- 2004: Schwarzwaldranger
- 2004: SOKO Kitzbühel (1 ep.)
- 2005: Liebe hat Vorfahrt
- 2005: Hallo Robbie! (5 ep.)
- 2005: Der Pfundskerl (2 ep.)
- 2006: Kinder, Kinder
- 2006: Liebe, Babys und ein großes Herz
- 2006: Alles außer Sex (1 ep.)
- 2006: Sturm der Liebe (6 ep.)
- 2007: Da kommt Kalle (2 ep.)
- 2008: SOKO Wien (1 ep.)
- 2013: Die Garmisch-Cops (1 ep.)
- 2015: Die Rosenheim-Cops (1 ep.)